# Hognoul
Hognoul is een dorp in de Belgische provincie Luik, en een deelgemeente van de Waalse gemeente Awans. Hognoul was een zelfstandige gemeente, tot die bij de gemeentelijke herindeling van 1977 toegevoegd werd aan de gemeente Awans.

## Natuur en landschap
Hognoul is een woondorp in Droog-Haspengouw op een hoogte van ongeveer 150 meter. De dorpskern ligt tussen de oude steenweg van Brussel naar Luik in het noorden en de autosnelweg A3/E40 in het zuiden waarmee er een aansluiting voorzien is. Door deze gunstige ligging, bovendien aan de rand van de Luikse agglomeratie, groeit het dorp snel. Tussen de twee wegen is een bedrijventerrein (Parc d'Activités Économiques d'Awans) en grootwinkelbedrijf ontstaan.

## Demografische ontwikkeling
- Bronnen:NIS, Opm:1831 tot en met 1970=volkstellingen, 1976= inwoneraantal op 31 december

## Bezienswaardigheden
- De Sint-Pieterskerk
- De 19e-eeuwse stoomhamer (marteau-pillon), opgesteld op de rotonde Rue des Souls/Porte de Liège. Deze werd tot 1973 gebruikt door de Forges et Estampage d'Awans.
- De grosse pierre, tegenwoordig gelegen op het Place du Tige tussen zes linden, is een prehistorische polijststeen.
- Kapelletjes:
  - Onze-Lieve-Vrouw van Banneux
  - Chapelle Dorjo
  - Chapelle du Tombeu

## Nabijgelegen kernen
Awans, Xhendremael, Villers-l'Évêque, Fexhe-le-Haut-Clocher, Fooz

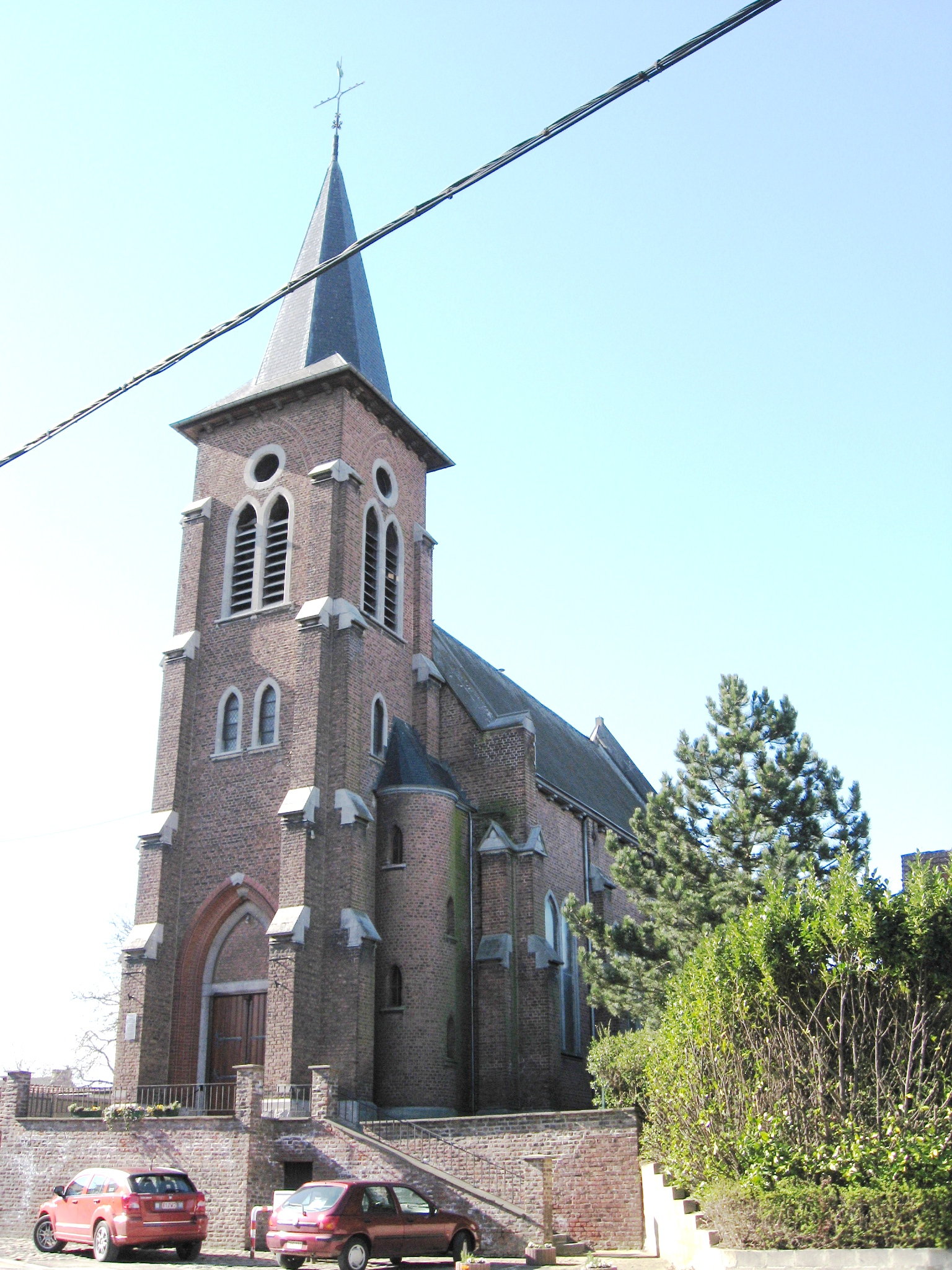
De Sint-Pieterskerk

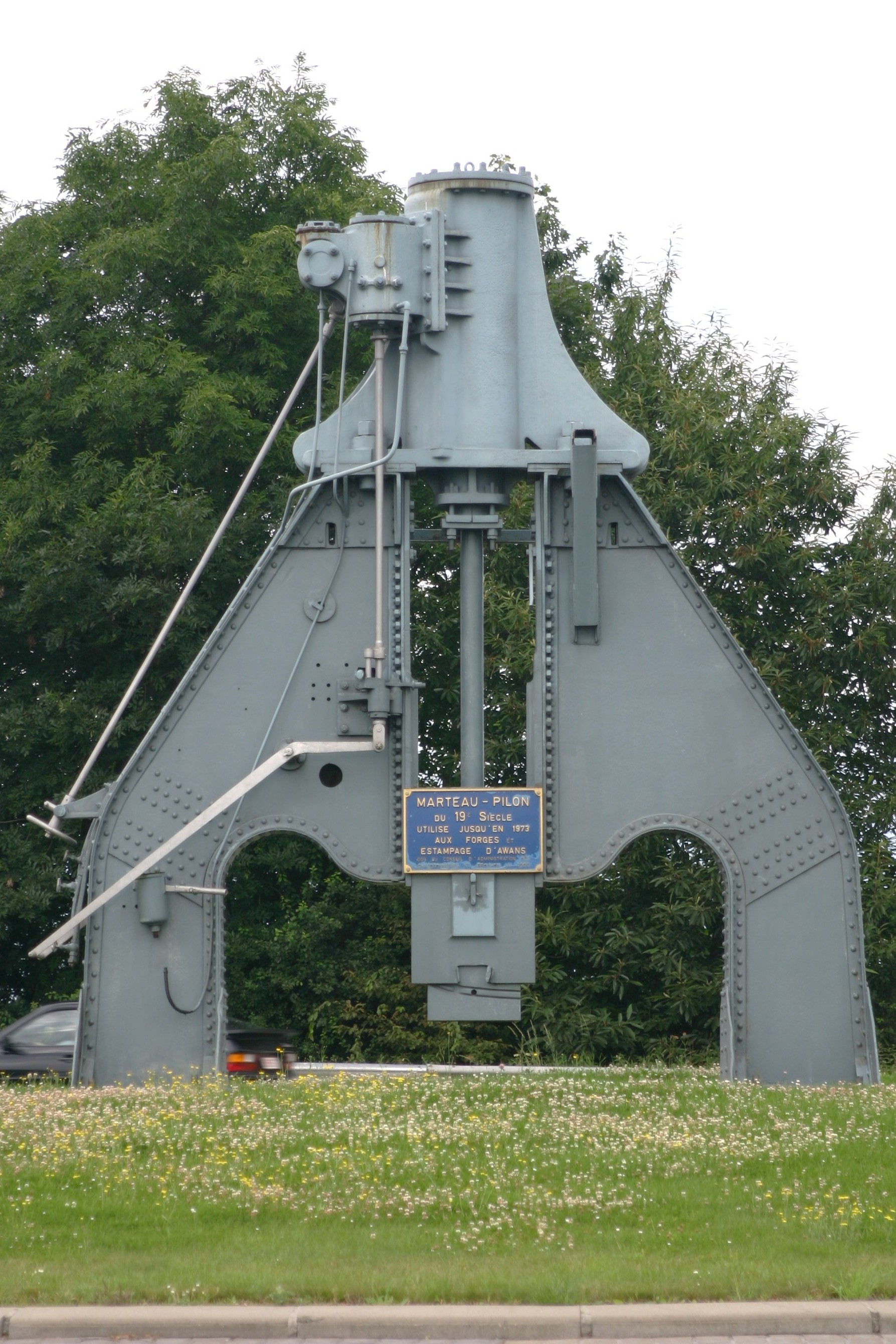
De smeedhamer

Deelgemeenten: Awans · Elch (Othée) · Fooz · Hognoul · Villers-l'Évêque

Belgische gemeenten · arrondissement Luik · provincie Luik · Wallonië